# Claude Chirac
Pour les articles homonymes, voir Chirac.
Claude Chirac, née le 6 décembre 1962 à Paris, est une femme politique française. Elle est la fille cadette de Jacques Chirac et de Bernadette Chirac. Elle travaille comme conseillère en communication au profit de diverses sociétés. En juin 2021, elle est élue conseillère départementale de la Corrèze.

## Biographie

### Avant 1989
Pendant son enfance, Claude Chirac voit peu son père qui est très occupé par ses fonctions politiques. Elle étudie à l’Institution Sainte-Marie de Neuilly et à l’Institut de La Tour, dans le 16e arrondissement de Paris.
Après avoir préparé le concours d'entrée à Ipésup, elle intègre l'Institut d'études politiques de Paris (Sciences Po) sans toutefois en obtenir le diplôme. Claude Chirac poursuit alors des études d'économie à l'université Panthéon-Assas. En 1986, alors qu'elle est encore étudiante, elle est photographiée par une star de la photo de mode et pose dans le magazine Elle. En 1988, sous la houlette de Jean-Michel Goudard, elle entame chez Euro RSCG (futur Havas Worldwide) une carrière de chef de publicité.

### Conseillère de son père (1989-2007)
En 1989, elle rejoint son père à sa permanence politique et le conseille alors qu'il est à l'époque maire de Paris.
À partir de mai 1995, elle est conseillère en « communication-opinion » de son père, devenu président de la République. Elle est présente dans l'entourage du président lors de nombreuses manifestations, ainsi que dans divers déplacements officiels ou privés au cours desquels elle est fréquemment aperçue en train de téléphoner. Ses détracteurs ainsi que les caricaturistes l'ont souvent décrite comme ayant « le portable greffé à l'oreille ».
Elle semble avoir eu une influence importante sur son père, notamment pour son apparence, ainsi que dans certains choix politiques. Certains[Qui ?] lui ont prêté une part déterminante dans le choix des slogans sur la « fracture sociale », qui jouèrent un rôle non négligeable dans la victoire de Jacques Chirac en mai 1995. À la différence de sa mère Bernadette, née Chodron de Courcel et souvent vue comme la caution conservatrice et traditionnelle de l'électorat de son mari, Claude Chirac semble avoir défendu des positions plus progressistes auprès de son père.[réf. nécessaire]

### Retour au privé
En 2007, Claude Chirac est nommée directrice de la communication PPR (qui deviendra Kering en 2013), fondé par François Pinault, un ami proche de Jacques Chirac. Elle fait également partie du comité exécutif du groupe. Elle quitte ce poste en 2010.

### Engagements associatifs et mémoriels
En 2012, elle devient présidente de la Fondation Chirac. À la suite de la dissolution de la fondation en 2021, elle entre au comité de gestion de l'Organisation PanAfricaine de Lutte pour la Santé.
En décembre 2021, elle intègre le conseil d'administration de la Fondation Claude-Pompidou. Elle succède au professeur Alain Pompidou à la présidence de la fondation le 8 décembre 2022.
En novembre 2024, elle participe à l'inauguration à Marseille de la cité scolaire internationale Jacques Chirac, nommée ainsi en raison de l'attachement de son père à la ville,.

### Engagement en politique
Comme son père, mais contrairement à sa mère, Bernadette Chirac, elle est un soutien de François Hollande pour l'élection présidentielle de 2012. Elle se rend au grand rassemblement du candidat socialiste le 15 avril 2012 devant le château de Vincennes.
Elle soutient Alain Juppé pour la primaire française de la droite et du centre de 2016.
Sur les terres familiales, elle s’engage pour la première fois dans une élection à l’occasion des départementales de 2021 dans la Corrèze en binôme avec Julien Bounie (LR), dans le canton de Brive-la-Gaillarde-2, là où sa mère est la suppléante de la conseillère départementale sortante, Lilith Pittman, depuis 2015. Le binôme arrive largement en tête au premier tour avec 58,4 % des suffrages exprimés, mais la forte abstention ne lui permet pas d’être directement élu. Au second tour, Claude Chirac et son colistier sont élus conseillers départementaux de la Corrèze avec 70,6 % des voix contre 29,4 % pour le binôme d'union de la gauche. Au soir de son élection, elle annonce sur l'antenne de France 3 Limousin qu'elle ne sera pas candidate pour une vice-présidence au conseil départemental.
Elle soutient Valérie Pécresse pour l'élection présidentielle française de 2022.
Lors du second tour de l'élection présidentielle française de 2022, Claude Chirac et son epoux, Frédéric Salat-Baroux, appellent à voter en faveur d'Emmanuel Macron.

### Vie privée
Claude Chirac a partagé pendant près de dix ans la vie de Vincent Lindon.
Elle se marie en 1992 avec le politologue Philippe Habert, maître de conférences à Sciences Po et directeur des études politiques du Figaro. Nicolas Sarkozy est son témoin de mariage. Le 5 avril 1993, Philippe Habert est retrouvé mort à son domicile du 3e arrondissement de Paris. Les circonstances de sa mort sont attribuées après autopsie à un empoisonnement. Il pourrait s'agir d'un suicide ou d'un accident par absorption de médicaments,. En 2019, sa mère affirme que son fils ne s'est pas suicidé.
À la suite d’une petite phrase de Bernadette Chirac au sujet de Nicolas Sarkozy (« Il a percé notre intimité »), les biographes et journalistes ont prêté à Claude Chirac une liaison avec ce dernier ; afin de démentir des rumeurs, elle indique dès 2004 : « Je n'ai jamais été sa maîtresse ». Sarkozy l'appelait plutôt sa « petite sœur ».
Claude Chirac a été un temps la compagne du judoka français Thierry Rey, champion olympique, dont elle a eu un fils, Martin, né le 22 mars 1996. Quelques mois après la naissance de l'enfant, les premières photos du petit garçon font la une de Paris Match. On y voit le président poussant le landau de son petit-fils lors d'un séjour estival au fort de Brégançon. En 2017, L'Opinion révèle que Martin Chirac milite pour La République en marche, le parti d'Emmanuel Macron candidat à l'élection présidentielle de 2017.
En 2011, elle se marie avec Frédéric Salat-Baroux, ancien secrétaire général de la présidence de la République.

### Décorations
- Troisième classe de l'ordre de la Croix de Terra Mariana ( Estonie, 2001)
- Chevalier de la Légion d'honneur ( France, 2017)[30]
- Officier de l'ordre du Mérite de la République italienne ( Italie, 1999)[31]
- Commandeur de l'ordre du Mérite ( Portugal, 1999)[32]